# 無期限くりこし
無期限くりこし（むきげんくりこし）とは、2006年8月1日に開始したauの無料通話くりこしサービスである。

## 概要
無料通話くりこしサービスでボーダフォン（日本法人、現・ソフトバンクモバイル）の自動くりこしやNTTドコモの2か月くりこしに対して出遅れていたauが、2006年1月に、同年8月より開始すると発表した3か月くりこしが前身。その後6月に無料通話分を無駄なく利用できるようにと無期限くりこしとしてサービスを開始した。ただし、繰り越せる額には上限がある。他社の繰り越しサービスでは、1番古い繰り越し額から適用されることを考慮すると、繰り越し上限額を1か月分の無料通話分で割った値が事実上の繰り越し期間となり、「無期限」という言葉はあまり適切ではない。
そもそも、最下位のプラン以外で無料通話が数百円程度ではなく何か月も余るということは料金プランの見直しが肝要と言える。
また、仕事等で予測不可能である月だけ通話時間が何倍にも増える場合がある条件の下では、保険的な意味合いも含めてワンランク上の料金プランに加入することもある。このような場合においては無期限くりこしは非常に有効である。

## 特徴
繰り越し期限がないことが最大の特徴であり、利点である。しかし、以下の制限事項がある。

### 制限事項・留意点
- 併用できないサービス・プランがある。
  - ガク割・シングルサービスとの併用はできない。
- 家族割加入の場合は、申し込みが必要。
  - 「無期限くりこし」と、月々の無料通信分を家族で分け合う「家族分け合いコース」からどちらかを選ぶ。
- 繰り越し額に上限がある。
  - 繰り越し期間は無期限であるが、繰り越せる上限額が料金プランによって定められている。このため、前述の通り事実上の繰り越し期間が存在し、またその期間もプランによってまちまちである。特に、プランLLや一部の1X用プランについては、当初の予定だった3か月くりこしと何ら変わらないことになるうえ、コミコミOneファースト（2002年3月で新規受け付け終了）の場合は全プラン中最も短い1.3か月相当が事実上の繰越期限となっている。以下は、プランと上限額の一覧である。

| プラン                          | 上限額   | 無料通話 | 事実上の 繰り越し期間 |
| ------------------------------- | -------- | -------- | --------------------- |
| プランE/プランEシンプル         | 0円      | 0円      | なし                  |
| プランSS/プランSSシンプル       | 5,000円  | 1,000円  | 5か月                 |
| プランS/プランSシンプル         | 10,000円 | 2,000円  | 5か月                 |
| プランM/プランMシンプル         | 15,000円 | 4,050円  | 3か月+2850円          |
| プランL/プランLシンプル         | 20,000円 | 6,300円  | 3か月+1100円          |
| プランLL/プランLLシンプル       | 36,000円 | 12,000円 | 3か月                 |
| デイタイムL/デイタイムLシンプル | 16,000円 | 5,200円  | 3か月+400円           |
| デイタイムS/デイタイムSシンプル | 0円      | 0円      | なし                  |

| プラン                  | 上限額   | 無料通話 | 事実上の 繰り越し期間 |
| ----------------------- | -------- | -------- | --------------------- |
| コミコミOneライト       | 2,000円  | 600円    | 3ヵ月+200円           |
| コミコミOneエコノミー   | 6,000円  | 2,000円  | 3か月                 |
| コミコミOneスタンダード | 14,000円 | 4,500円  | 3か月+500円           |
| コミコミOneビジネス     | 26,000円 | 8,400円  | 3か月+800円           |
| コミコミOneファースト   | 36,000円 | 27,000円 | 1か月+9000円          |
| コミコミOneオフタイム   | 6,000円  | 1,700円  | 3か月+900円           |
| コミコミデイタイム      | 16,000円 | 5,200円  | 3か月+400円           |
| デイタイムプランEN      | 0円      | 0円      | なし                  |
| サポートプラン          | 0円      | 0円      | なし                  |

| プラン                 | 上限額   | 無料通話 | 事実上の 繰り越し期間 |
| ---------------------- | -------- | -------- | --------------------- |
| コミコミコールS        | 5,000円  | 1,400円  | 3ヵ月+800円           |
| コミコミコールL        | 9,000円  | 3,000円  | 3か月                 |
| コミコミコールジャンボ | 12,000円 | 4,000円  | 3か月                 |
| コミコミコールスーパー | 27,000円 | 9,000円  | 3か月                 |
| コミコミデイタイム     | 16,000円 | 5,200円  | 3か月+400円           |
| デイタイムプランKO     | 0円      | 0円      | なし                  |
| 標準プラン             | 0円      | 0円      | なし                  |
| ちょっとコール         | 0円      | 0円      | なし                  |
| サポートプラン         | 0円      | 0円      | なし                  |

なお、料金プラン変更を行った場合、新しいプランが適用された月は変更前のプランの繰り越し上限額、その後は上記上限額の範囲内で繰り越しが行われ、上限額を超えた分は無効となる。また、デイタイムS/デイタイムSシンプル・プランE/プランEシンプルに変更する場合、変更前のプランを問わず今まで貯めた無料通話が0円になる。

### パケット料金の取り扱い
ダブル定額（ライト含む）に加入し、上限額に達している場合は問題とならないが、パケット料金を従量制とし、かつパケット割を併用している場合は、以下の制約がある。
- パケット割の無料通信は繰り越されない。
  - 基本プランのみが対象である。
- パケット割を併用している場合、無料通話はパケット料金には使えない。
  - 繰り越した無料通話は通話料金のみに適用され、パケット料金としては使えない。パケット料金に充てられるのは、当月のパケット割引の無料通信のみである。

## 他社の同様なサービス
- 自動くりこし - ソフトバンクモバイルのサービス。J-フォン時代の2001年2月1日に開始。
- 2か月くりこし - NTTドコモグループのサービス。2003年11月1日に開始。2か月繰り越してもあまった場合、グループ内でシェアできるといった特徴がある。